# Sonklarspitze
De Sonklarspitze (ook: Sonklarspitz) is een 3463 meter hoge bergtop in de Stubaier Alpen op de grens tussen het Oostenrijkse Tirol en het Italiaanse Zuid-Tirol. De berg is vernoemd naar de militair geograaf Carl Sonklar, die in een groot deel van de Oostelijke Alpen zijn werkzaamheden heeft verricht.

## Ligging

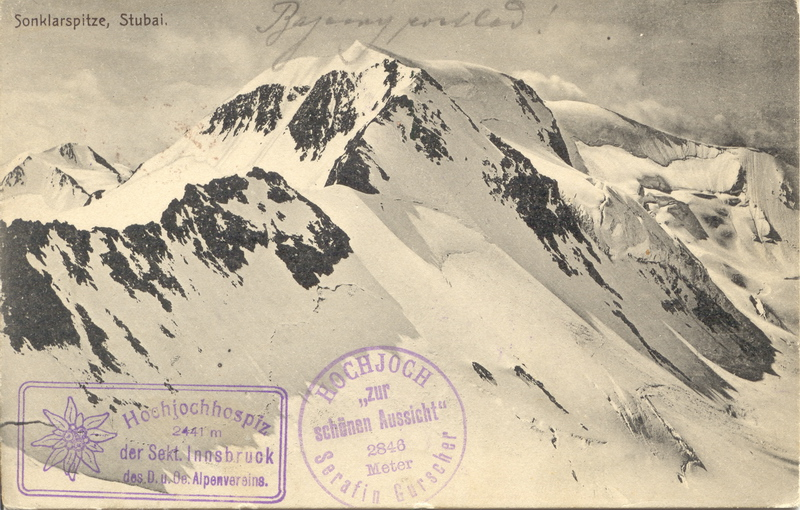

De top van de Sonklarspitze is bedekt met gletsjerijs. Hierdoor staat het gipfelkreuz niet op het hoogste punt van de bergtop. Het gletsjerijs gaat in het oosten over in de Übeltalferner. Ten westen van de top ligt de gletsjer Triebenkarlasferner.
Vanaf de top loopt een graat in noordelijke richting naar de bekendere Wilder Pfaff (3456 meter), een top waarvan de Sonklarspitze gescheiden wordt door de 3298 meter hoge Sonklarscharte. Ten zuiden van de Sonklarspitze ligt de Hohes Eis (3392 meter). Slechts een kilometer van de Sonklarspitze verwijderd en enkel daarvan gescheiden middels de Triebenkarlasferner ligt de Zuckerhütl, met 3507 meter hoogte de hoogste top van de Stubaier Alpen. De berg ligt hemelsbreed ongeveer zeven kilometer ten noordoosten van de bergpas Timmelsjoch, ongeveer veertien kilometer ten westen van Innerpflersch (gemeente Brenner) in het Zuid-Tiroler Pflerschtal (Val di Fleres) en tien kilometer ten zuidwesten van Ranalt in het Stubaital.

## Klimroute
De meest gangbare route naar de top van de Sonklarspitze, die tevens werd genomen bij de eerste beklimming van de berg in 1869, loopt vanaf de Sonklarscharte over de brokkelige noordgraat. Deze pas kan worden bereikt vanaf de Müllerhütte (Rifugio Cima Libera (3148 meter), in Italië tegen de grens met Oostenrijk, of vanaf het Becherhaus (3191 meter, geheel op Italiaans grondgebied). Hierbij moet een route over de Übeltalferner worden afgelegd, die de nodige uitrusting en kennis vereist. De tocht over de gletsjer naar de Sonklarscharte en vervolgens in zuidelijke richting over de noordelijke graat kent volgens de literatuur een UIAA-moeilijkheidsgraad I en neemt ongeveer drie uur in beslag. Andere routes naar de top beginnen bij de zuidelijker gelegen Siegerlandhütte (2710 meter).